# Eusynonchus brevisetosus
Eusynonchus brevisetosus är en rundmaskart som först beskrevs av Rowland Southern 1914.  Eusynonchus brevisetosus ingår i släktet Eusynonchus och familjen Leptosomatidae. Arten är reproducerande i Sverige. Inga underarter finns listade i Catalogue of Life.